# Eduard Mörike
Eduard Mörike (Ludwigsburg, 8 de setembre de 1804 - Stuttgart, 4 de juny de 1875) va ser un escriptor alemany pertanyent al Biedermeier.

## Vida i obra
Després d'acabar els seus estudis de teologia, va treballar durant vuit anys en diferents llocs com a vicari, fins que l'any 1834 va obtenir un càrrec de pastor en la petita parròquia suaba de Cleversulzbach. Però ja amb 39 anys, malaltís i amb tendència a la hipersensibilitat hipocondríaca, es va retirar anticipadament. Va ser professor de literatura en un col·legi femení de Stuttgart.
Els seus bells poemes d'amor i l'alegre musicalitat dels seus versos contrasten amb les condicions externes de la seua vida i amb les seues relacions amb les dones. Es va mantenir allunyat de les discussions d'actualitat política.
Durant el seu temps d'estudis a Tübingen va inventar amb un amic el país de somni Orplid, que era, com va escriure després a El pintor Nolten, "una esfera pròpia de poesia", el somni de la reconciliació entre la realitat i la poesia. Aquest somni, provinent de la seua ingènua joventut, es va mantenir en la seua poesia.
L'any 1838 van aparèixer reunits per primera vegada en un volum els seus poemes, que ja havien estat publicats parcialment en revistes. El volum va ser ampliat diverses vegades fins a la seua quarta edició en 1867. En la seua lírica amb temàtica de la naturalesa, preferentment les transicions dels moments del dia, va convertir les imatges de la naturalesa en moviment, simbolitzant-hi també el sentiment de l'amor realitzat o perdut. La naturalesa es personifica fins a tal punt que, per exemple, al poema Una hora abans del dia, una oroneta narra la infidelitat de l'estimat.